# Liptovská kotlina
Liptovská kotlina je podcelek geomorfologického celku Podtatranská kotlina. Tvoří její západní část. Je to výrazná mezihorská sníženina. Dosahuje délky 80 km a maximální šířky 20 km.
Ze severu ji obklopují Tatry resp. Tatranské podhorie a Chočské vrchy, ze západu Veľká Fatra a z jihu Nízké Tatry a Kozie chrbty. Na východě na ni navazuje Popradská kotlina.
Středem kotliny protéká řeka Váh, která tu vytvořila poměrně širokou nivu a soustavu šesti říčních teras. Převládá pahorkatinový typ reliéfu. Ploché hřbety se střídají s terasovitými dolinami a náplavovými kužely. Nejvyšším bodem kotliny je vrch Hrubý grúň (973,3 m). Liptovská kotlina tvoří jádro regionu Liptov s městy Liptovský Mikuláš, Ružomberok a Liptovský Hrádok. V kotlině se nachází přehradní nádrž Liptovská Mara.
Od okolních pohoří je oddělená soustavou zlomů, v nichž se nacházejí početná zřídla minerálních pramenů (např. Lúčky, Bešeňová, Liptovský Ján, Liptovské Sliače, Smrečany, Uhorská Ves) a termálních pramenů (Bešeňová, Liptovský Ján, Ráztoky u Liptovského Mikuláše). V lokalitách Bešeňová a Liptovské Sliače se vytvořily travertinové terasy (Sliačske travertíny). Kotlina patří k vysoce položeným kotlinám Slovenska a její dno vyplňují třetihorní říční naplaveniny štěrků a písků. Ty byly naneseny na třetihorní pískovce a břidlice.
Původní smrkové a jedlové lesy zde nahradily louky a pastviny.
Liptovská kotlina se skládá z těchto geomorfologických částí: Ľubeľská pahorkatina, Galovianske háje, Chočské podhorie, Matiašovské háje a Smrečianska pahorkatina.